# Hans Jürgen Pütsch
Hans Jürgen Pütsch (* 22. November 1961 in Bitburg/Eifel) ist ein deutscher Kommunalpolitiker der CDU. Er war von 2007 bis 2023 Oberbürgermeister von Rastatt.

## Leben
Hans Jürgen Pütsch machte 1982 am staatlichen Aufbaugymnasium in Saulgau sein Abitur. Von 1982 bis 1984 war er
Gemeindeinspektoren-Anwärter im Rathaus in Talheim (Landkreis Tuttlingen). 1984 war er Regierungsinspektoren-Anwärter im Landratsamt Tuttlingen. Von 1984 bis 1986 studierte er an der Fachhochschule für öffentliche Verwaltung in Kehl und beendete sein Studium mit dem Abschluss Diplom-Verwaltungswirt (FH). Nach Tätigkeiten im Grundbuchamt der Stadt Villingen-Schwenningen Stadtbezirk Villingen und als Hauptamtsleiter und Grundbuchratschreiber in Schönwald im Schwarzwald war er von 1990 bis 2004 Bürgermeister der Stadt Dornstetten im Landkreis Freudenstadt. Von Februar 2004 bis zum 16. Dezember 2007 war er Erster Bürgermeister der Großen Kreisstadt Horb am Neckar. Vom 17. Dezember 2007 bis zum 17. Dezember 2023 war Hans Jürgen Pütsch Oberbürgermeister der Stadt Rastatt.
Hans Jürgen Pütsch ist seit 1986 mit Kersten Pütsch geb. Eisele verheiratet und hat zwei Söhne.
Weitere Engagements:
- Ehrenamtlicher Richter am Sozialgericht Reutlingen bis zur Wahl als Oberbürgermeister von Rastatt
- Mitglied im Stiftungsrat der Lebenshilfe Sulz-Horb bis zur Wahl als Oberbürgermeister von Rastatt
- Mitglied der CDU
- Mitglied des CDU-Ortsverbands Rastatt
- Mitglied des Bezirksvorstands Nordbaden als Vertreter der CDU Freudenstadt bis 2010
- Kreisvorsitzender des DRK-Kreisverbands Rastatt bis 2019
- Mitglied im Kreistag des Landkreises Rastatt seit 2015

## Oberbürgermeister
Hans Jürgen Pütsch wurde am 30. September 2007 im zweiten Wahlgang mit 51,07 % der abgegebenen gültigen Stimmen zum Oberbürgermeister von Rastatt gewählt.
Ein gegen die Wahl fristgerecht eingelegter Einspruch wurde vom Regierungspräsidium Karlsruhe als unbegründet zurückgewiesen. Nachdem gegen diese Entscheidung keine Klage vor dem Verwaltungsgericht Karlsruhe erhoben wurde, wurde die Wahl gültig und rechtskräftig festgestellt. Daher amtierte Pütsch vom 17. Dezember 2007 bis 7. Januar 2008 als vom Gemeinderat bestellter Amtsverweser, seither als ordentlich gewählter Oberbürgermeister.
Am 27. September 2015 wurde er mit 77,5 % der Stimmen bei einer Wahlbeteiligung von 22 % wiedergewählt.
Pütsch kündigte am 13. Januar 2023 an, nicht noch einmal anzutreten. Am 17. Dezember 2023 wurde er im Amt des Oberbürgermeisters von Monika Müller (SPD) abgelöst.